# ريتشارد ماغنوس
ريتشارد ماغنوس هو سياسي كندي، ولد في 31 يوليو 1950 في كندا. حزبياً، نشط في الرابطة التقدمية المحافظة في ألبرتا ‏. وقد انتخب عضو الجمعية التشريعية ألبرتا.